# Kunbir atripes
Kunbir atripes là một loài bọ cánh cứng trong họ Cerambycidae.